# Kasteel van Coca
Het Kasteel van Coca is een kasteel in Mudejar-architectuur en staat op de samenvloeiing van de Eresma en de Voltaya.
De burcht werd gebouwd tussen 1460 en 1473 in opdracht van Alonso I de Fonseca nadat deze van koning Juan II van Castilië in 1453 toestemming kreeg. Deze is opgetrokken in baksteen door Moorse ambachtslui.
Het kasteel werd in 1931 een nationaal monument.

## Trivia
- Het kasteel is te zien in de strip Asterix in Hispania op pagina 39, 3de vakje.